# Reihungsstil
Unter dem Reihungsstil versteht man die Aneinanderreihung von Bildern in der expressionistischen Lyrik, die nicht zwingend in direktem
(syntaktischen und logischen) Zusammenhang stehen und durch die meist verschiedene Sinneseindrücke sequenzartig wiedergegeben werden.
Der Reihungsstil wurde von mehreren Autoren des Expressionismus etwa gleichzeitig und unabhängig voneinander erfunden. Er taucht zum ersten Mal in folgenden bekannten Gedichten auf:
- Jakob van Hoddis: Weltende (1911 veröffentlicht)
- Georg Trakl: Der Gewitterabend (1910 verfasst, 1913 veröffentlicht in „Gedichte“)
- Alfred Lichtenstein: Die Dämmerung (1911 veröffentlicht)

Der Reihungsstil lässt sich auf verschiedene Weise erklären:
1. als Mimesis (Darstellung) einer veränderten Wirklichkeit:
- die Welt wird wahrgenommen als Reihung von Sinneseindrücken ohne dahinterstehenden, verbindenden Sinn
- das Subjekt wird fragwürdig und löst sich auf (Ich-Dissoziation)
- keine Trennung mehr zwischen Subjekt und Objekt (diese Kategorien werden selbst fragwürdig)

2. als Reaktion auf veränderte Wahrnehmungsbedingungen:
- Überflutung von Sinnesreizen in der Großstadt
- die Art, wie der Film im Kino Wirklichkeit zeigt (rasche Folge von Bildsequenzen)

3. als Wiedergabe einer nicht-alltäglichen Wahrnehmungsart, welche die „Dishomogenität des Subjekts“ zum Vorschein bringt (unter dem Einfluss der Entdeckung des „Unbewussten“ in der Psychoanalyse Freuds): „Traum, Ekstase, Drogen“